# Peter Warren
Peter Warren – brytyjski admirał, odpowiedzialny za zdobycie francuskiej twierdzy Louisbourg w 1745.